# Горюнов Петро Максимович
Петро Максимович Горюнов (1902, Кам'янка, Російська імперія — 23 грудня 1943, Ковров, СРСР) — радянський конструктор стрілецької зброї. Лауреат Сталінської премії І ступеня.

## Біографія
Народився в 1902 році в селі Кам'янка Московської області у бідній селянській родині, закінчив три класи церковнопарафіяльної школи у своєму селі. З 1916 року працював на посаді слюсаря на Коломенському машинобудівному заводі. З 1918 по 1923 рік служив у РСЧА, після чого продовжив працювати на заводі.
Взимку 1930 року на завод приїхав військовий представник Ковровського збройно-кулеметного заводу. Горюнов зустрівся з ним і висловив мрію про вдосконалення «Максима». Воєнпред записав його дані, а невдовзі Горюнову надійшло запрошення до нового місця роботи. У березні того ж року Петро переїхав до Коврова і влаштувався на Ковровський завод слюсарем-монтажником. У грудні 1931 року отримав посаду техніка в бюро раціоналізації та винахідництва, а в лютому 1933 року — перейшов у дослідну майстерню заводу як слюсар-налагоджувальником.
Верстат для кулемета був розроблений В. О. Дегтярьовим. Постанова ДКО СРСР № 3575 від 16 червня 1943 року 7,62-мм станковий кулемет системи Горюнова зразка 1943 року (СГ) на колісному верстаті конструкції Дегтярьова прийнятий на озброєння Червоної армії.
Петро Максимович раптово помер 23 грудня 1943 року, повернувшись із Москви, де налагоджував свої кулемети перед відправкою на фронт. Похований у Коврові.
У 1946 році Горюнову посмертно, серед інших конструкторів, які брали участь у розробці СГ-43 , було присуджено Сталінську премію.

## Нагороди та премії
- орден «Знак Пошани» (1942) ;
- орден Трудового Червоного Прапора (1943);
- Сталінська премія І ступеня (1946 — посмертно)[5].

## Пам'ять
- 12 червня 2015 року в Коврові, на будинку в якому мешкав Петро Горюнов, встановили меморіальну дошку[6].
- 7 лютого 2020 року Банк Росії випустив в обіг пам'ятну монету номіналом 25 рублів «Конструктор зброї П. М. Горюнов» із серії «Зброя Великої Перемоги» (конструктори зброї)[7];